# 1. Lig 2016
La 1. Lig 2016 è l'11ª edizione del campionato di football americano di primo livello, organizzato dalla TBSF.

## Squadre partecipanti
| Club                | Città    | Stadio | Sponsor ufficiale | Risultato nella stagione 2015 |
| ------------------- | -------- | ------ | ----------------- | ----------------------------- |
| Boğaziçi Sultans    | Istanbul |        |                   |                               |
| Gazi Warriors       | Ankara   |        |                   |                               |
| ITÜ Hornets         | Istanbul |        |                   |                               |
| Koç Rams            | Istanbul |        |                   |                               |
| Mersin Mustangs     | Mersin   |        |                   |                               |
| ODTÜ Falcons        | Ankara   |        |                   |                               |
| Sakarya Tatankaları | Sakarya  |        |                   |                               |

## Stagione regolare

### Calendario

#### 1ª giornata
| 6 febbraio 2016 | Koç Rams | 29 – 10 | Gazi Warriors |  |

| 7 febbraio 2016 | Mersin Mustangs | 20 – 18 | ITÜ Hornets |  |

| 7 febbraio 2016 | Boğaziçi Sultans | 19 – 23 | Sakarya Tatankaları |  |

#### 2ª giornata
| 21 febbraio 2016 | ODTÜ Falcons | 6 – 28 | Sakarya Tatankaları |  |

| 21 febbraio 2016 | Mersin Mustangs | 0 – 50 | Koç Rams |  |

| 21 febbraio 2016 | ITÜ Hornets | 25 – 9 | Gazi Warriors |  |

#### 3ª giornata
| 6 marzo 2016 | ODTÜ Falcons | 0 – 22 | Boğaziçi Sultans |  |

| 6 marzo 2016 | Sakarya Tatankaları | 15 – 21 | Gazi Warriors |  |

| 6 marzo 2016 | ITÜ Hornets | 0 – 27 | Koç Rams |  |

#### 4ª giornata
| 20 marzo 2016 | Mersin Mustangs | 26 – 42 | ODTÜ Falcons |  |

| 20 marzo 2016 | Gazi Warriors | 14 – 17 | Boğaziçi Sultans |  |

| 20 marzo 2016 | ITÜ Hornets | 17 – 6 | Sakarya Tatankaları |  |

#### 5ª giornata
| 2 aprile 2016 | Koç Rams | 14 – 0 (14-0 0-0 0-0 0-0) | ODTÜ Falcons |  |

| 2 aprile 2016 | Gazi Warriors | 34 – 28 | Mersin Mustangs |  |

| 3 aprile 2016 | Boğaziçi Sultans | 27 – 10 | ITÜ Hornets |  |

#### 6ª giornata
| 24 aprile 2016 | Gazi Warriors | 13 – 12 | ODTÜ Falcons |  |

#### 7ª giornata
| 8 maggio 2016 | Boğaziçi Sultans | 56 – 0 | Mersin Mustangs |  |

| 8 maggio 2016 | ODTÜ Falcons | 24 – 9 | ITÜ Hornets |  |

#### 8ª giornata
| 15 maggio 2016 | Sakarya Tatankaları | 14 – 28 | Koç Rams |  |

#### 9ª giornata
| 21 maggio 2016 | Sakarya Tatankaları | 17 – 14 | Mersin Mustangs |  |

| 22 maggio 2016 | Koç Rams | 32 – 18 | Boğaziçi Sultans |  |

### Classifica
Le classifiche della regular season sono le seguenti:
- PCT = percentuale di vittorie, G = partite giocate, V = partite vinte,  P = partite perse, PF = punti fatti, PS = punti subiti

| Pos. | Squadra             | PCT   | G | V | N | P | PF  | PS  |
| ---- | ------------------- | ----- | - | - | - | - | --- | --- |
| 1    | Koç Rams            | 1.000 | 6 | 6 | 0 | 0 | 180 | 42  |
| 2    | Boğaziçi Sultans    | .667  | 6 | 4 | 0 | 2 | 159 | 79  |
| 3    | Gazi Warriors       | .500  | 6 | 3 | 0 | 3 | 101 | 126 |
| 4    | Sakarya Tatankaları | .500  | 6 | 3 | 0 | 3 | 103 | 105 |
| 5    | ODTÜ Falcons        | .333  | 6 | 2 | 0 | 4 | 84  | 112 |
| 6    | ITÜ Hornets         | .333  | 6 | 2 | 0 | 4 | 79  | 113 |
| 7    | Mersin Mustangs     | .167  | 6 | 1 | 0 | 5 | 88  | 217 |

## Playoff

### Tabellone
|  | Semifinali | Semifinali          | Semifinali       |                  |          | XI Final | XI Final | XI Final |  |
|  |            |                     |                  |                  |          |          |          |          |  |
|  | 1          | Koç Rams            | 34               |                  |          |          |          |          |  |
|  | 1          | Koç Rams            | 34               |                  |          |          |          |          |  |
|  | 4          | Sakarya Tatankaları | 0                |                  |          |          |          |          |  |
|  | 4          | Sakarya Tatankaları | 0                |                  | Koç Rams | Koç Rams | 21       |          |  |
|  |            |                     |                  |                  | Koç Rams | Koç Rams | 21       |          |  |
|  |            |                     | Boğaziçi Sultans | Boğaziçi Sultans | 14       |          |          |          |  |
|  | 2          | Boğaziçi Sultans    | Boğaziçi Sultans | Boğaziçi Sultans | 14       | 6        |          |          |  |
|  | 2          | Boğaziçi Sultans    |                  |                  |          |          |          |          |  |
|  | 3          | Gazi Warriors       | 0                |                  |          |          |          |          |  |

### Semifinali
| 29 maggio 2016 | Boğaziçi Sultans | 6 – 0 | Gazi Warriors |  |

| 29 maggio 2016 | Koç Rams | 34 – 0 (7-0 14-0 7-0 6-0) | Sakarya Tatankaları |  |

### XI Final
| 5 giugno 2016 | Koç Rams | 21 – 14 (7-0 0-0 0-6 14-8) | Boğaziçi Sultans |  |

## Verdetti
- Koç Rams Campioni della Turchia 2016